# Revista de Filosofía (Universidad de Chile)
La Revista de Filosofía es una publicación dirigida y coordinada en la Facultad de Filosofía y Humanidades de la Universidad de Chile.

## Historia
La Revista de Filosofía fue fundada en Santiago en 1949.
Se encuentra dirigida a los profesores, estudiantes y estudiosos de la disciplina filosófica en general, y en ella se pueden publicar artículos originales de investigación redactados por autores nacionales y extranjeros.
Existe un minisitio en el portal Memoria Chilena dedicado a la revista.